# Église Saint-Jean-Baptiste de Biourakan
Pour les articles homonymes, voir Église Saint-Jean-Baptiste.
L'église Saint-Jean-Baptiste de Biourakan (arménien : Սուրբ Հովհաննես Մկրտիչ եկեղեցի) est une église du Xe siècle du marz de l'Aragatsotn, en Arménie.

## Histoire
L'église Saint-Jean-Baptiste a été édifiée au Xe siècle. L'édifice présente deux entrées. Il est entouré de plusieurs khatchkars. Sur la façade est sculptée une croix de type croix de Malte.

## Galerie

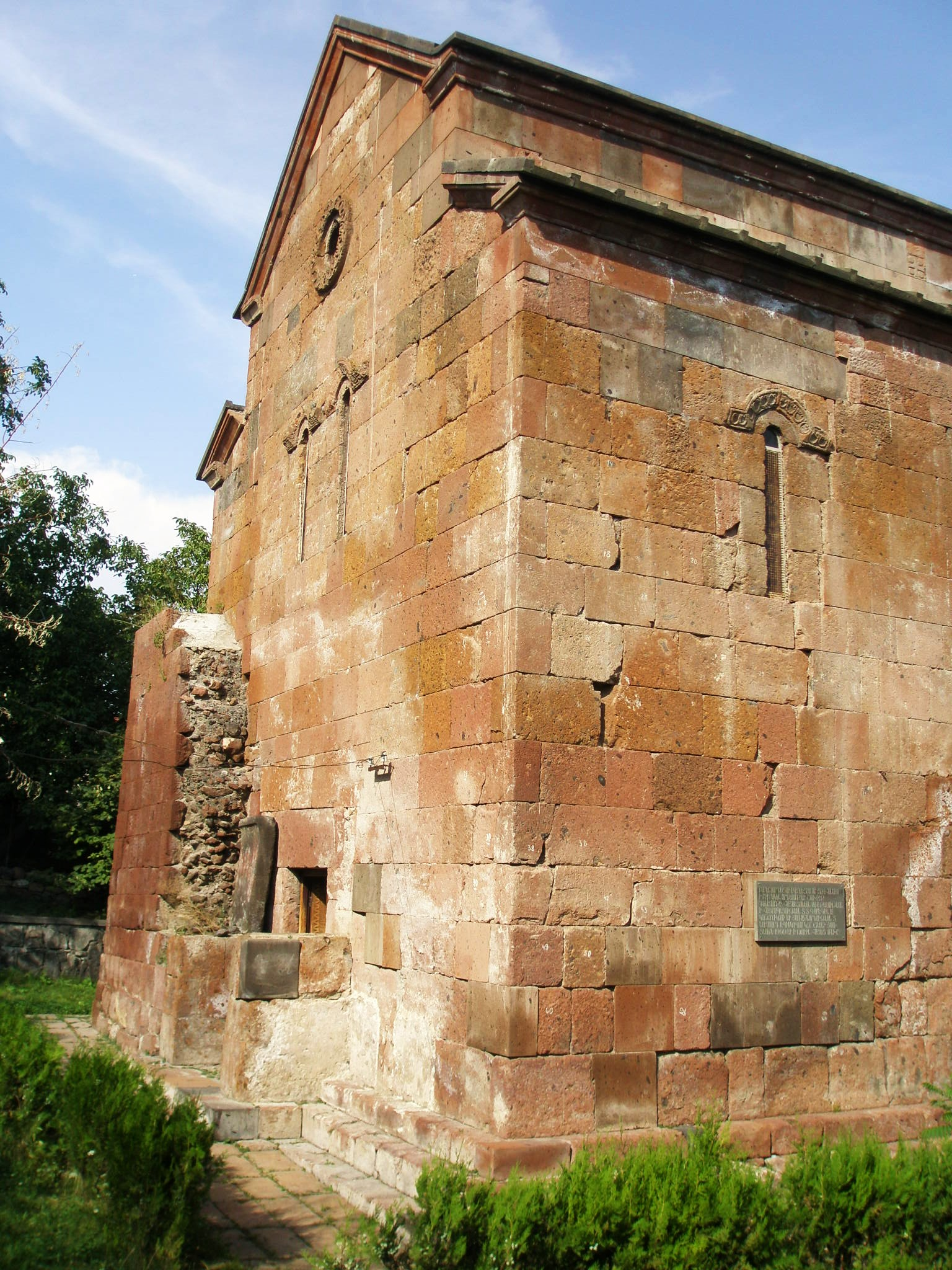
Entrée
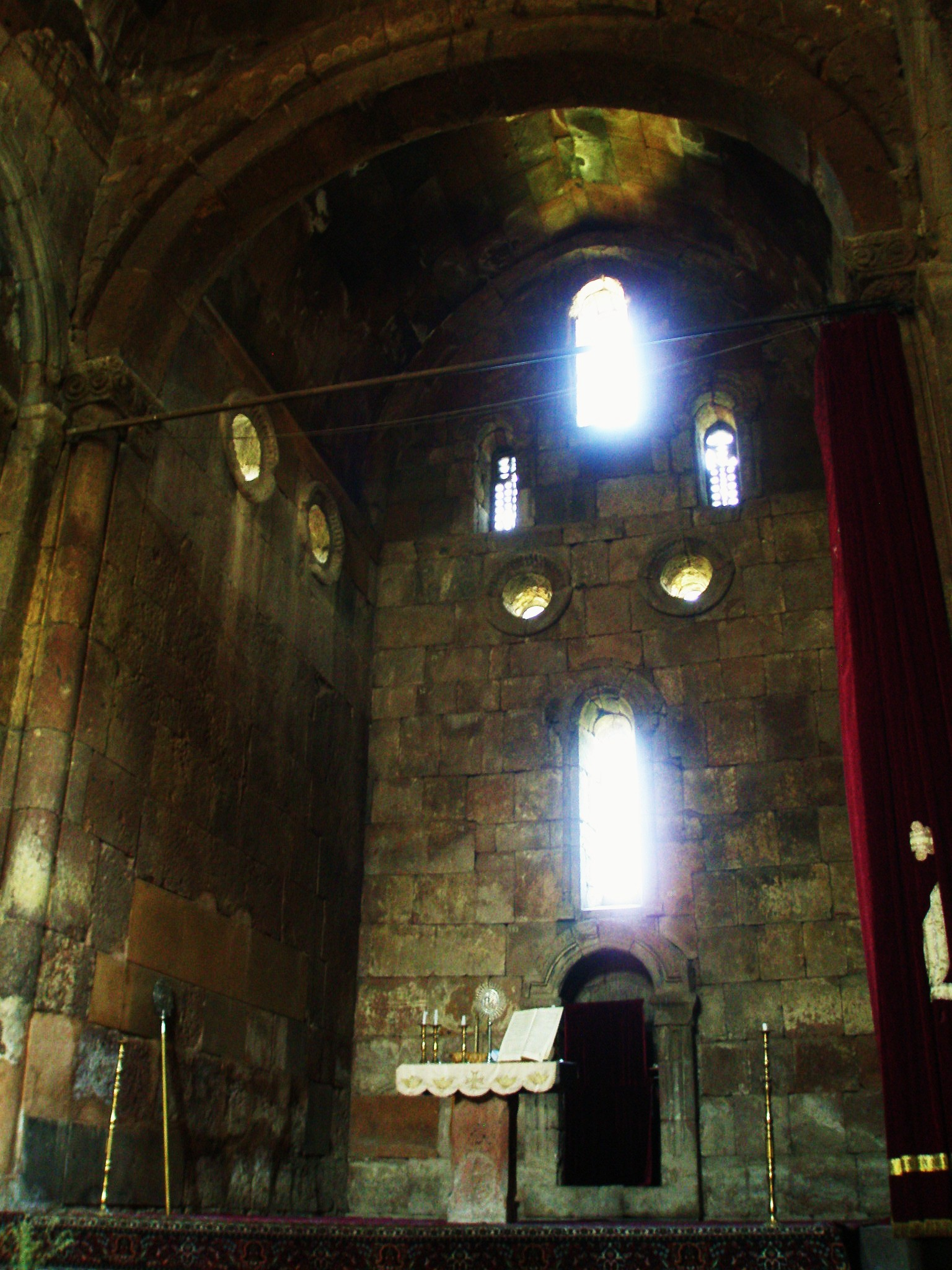
Intérieur
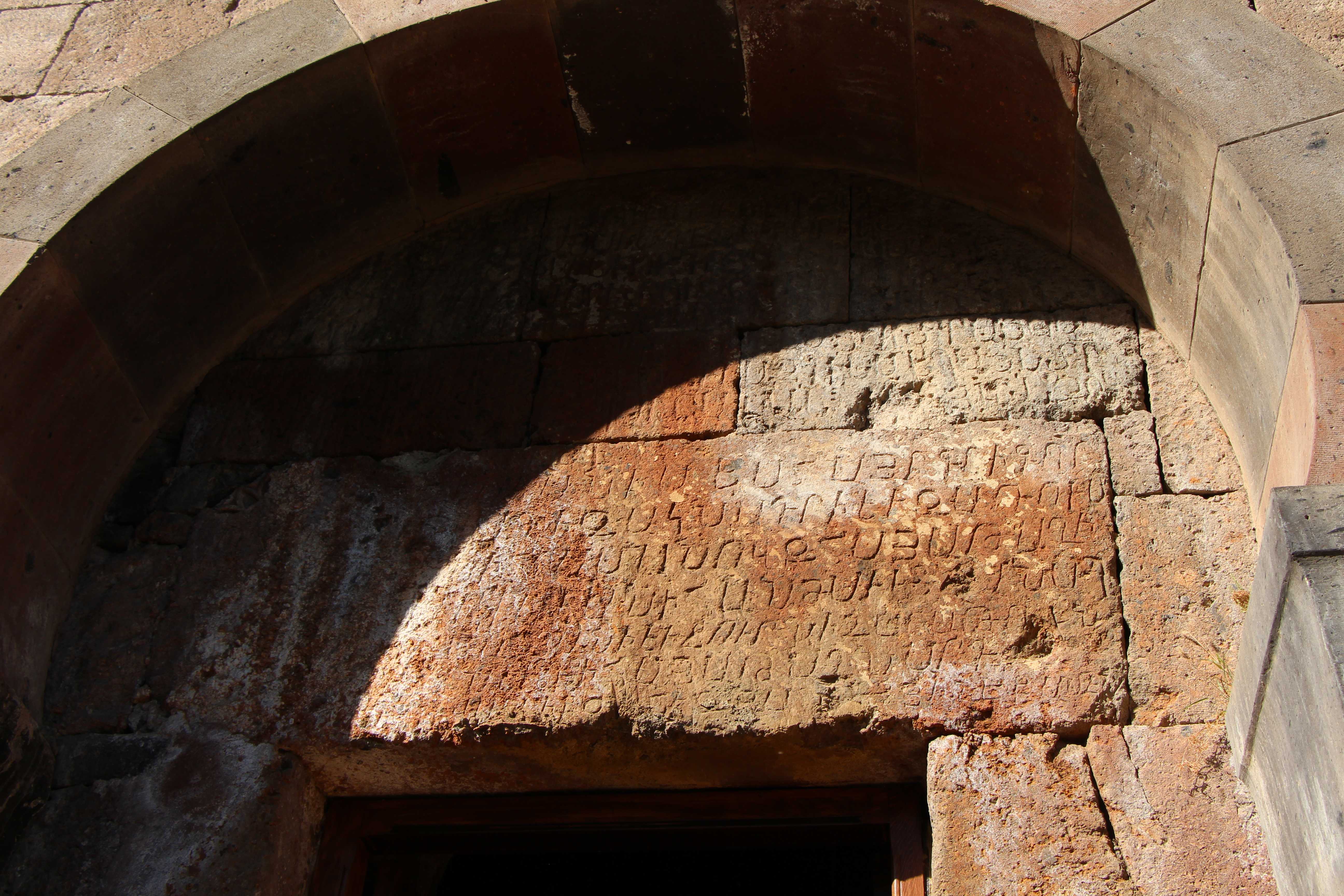
Ecrits à l'entrée en arménien ancien